# Marcelo Rodrigues de Carvalho
Marcelo Rodrigues de Carvalho (* 10. Mai 1967), häufig auch als Marcelo R. de Carvalho zitiert, ist ein brasilianischer Ichthyologe. Er ist auf die Taxonomie, Systematik, Morphologie und Evolution der Knorpelfische, insbesondere der Rochen, spezialisiert.

## Leben
Carvalho war Absolvent der Escola Americana do Rio de Janeiro (EARJ), die er 1980 nach dem Mittelschulabschluss verließ und bis 1983 in den USA lebte, bevor er nach Rio de Janeiro zurückkehrte. Nach dem Sekundarschulabschluss (Segundo Grau) am Colegio Rio de Janeiro, schrieb er sich 1987 an der Universidade Santa Úrsula ein, wo er 1991 seinen ersten Universitätsabschluss in den Biowissenschaften erwarb. Ab 1992 absolvierte Carvalho ein Doktoratsstudium in Evolutionsbiologie im Rahmen eines gemeinsamen Programms der City University of New York und des American Museum of Natural History (AMNH). Mit seiner Dissertation A systematic revision of the electric ray genus Narcine (Chondrichthyes: Torpediniformes: Narcinidae), and the higher-level phylogenetic relationships of the elasmobranch fishes (Chondrichthyes: Elasmobranchii) wurde er 1999 unter der Leitung von Gareth Nelson und John G. Maisey zum Ph.D. promoviert. Im selben Jahr begann seine Postdoc-Forschungsphase in Evolutionsbiologie und Systematik der Haie und Rochen am AMNH, die er bis 2001 fortsetzte. Von 1994 bis 1995 war er Lehrbeauftragter am City College der City University of New York. 1996 war er Dozent am Kingsborough Community College der City University of New York. Von Juni 2003 bis September 2007 war er wissenschaftlicher Mitarbeiter beim Nachwuchsforschungsprojekt Phylogenetische Systematik, Evolution und Klassifizierung lebender und fossiler Rochen, mit einer Analyse der historischen Biologie der Süßwasserstechrochen (Potamotrygonidae) (Chondrichthyes, Batoidea). Von 2007 bis 2017 war er Professor in Zoologie am Institut für Biowissenschaften der Universidade de São Paulo (USP). Von 2009 bis 2012 war er Stipendiat im Conselho Nacional de Desenvolvimento Científico e Tecnológico (CNPq). Von 2010 bis 2017 war er Koordinator des Postgraduierten-Programms in Zoologie am Institut für Biowissenschaften der Universidade de São Paulo.
Carvalho hatte Forschungsaufenthalte als Gastwissenschaftler an Naturkundemuseen in den Vereinigten Staaten (American Museum of Natural History (ab 2001), wo er unter anderen mit John S. Sparks zusammenarbeitete, National Museum of Natural History in Washington, D.C. (1996), Academy of Natural Sciences (1996), California Academy of Sciences (1999), Field Museum of Natural History in Chicago (2002), Museum of Comparative Zoology (Januar 2007)), in Europa (Nationaal Natuurhistorisch Museum, Niederlande (1996), Institut royal des sciences naturelles, Belgien (1996), Universiteit van Amsterdam, Niederlande (1996), Universität Padua (1996), Natural History Museum, London (1996–2000), Museum für Naturkunde der Humboldt-Universität zu Berlin (1996, 2000), Museo civico di storia naturale di Verona (1996–2001), Zoologisches Institut und Zoologisches Museum der Universität Hamburg (2000), Muséum national d’histoire naturelle (Juli bis August 2000), Instituto Español de Oceanografía (2004)), in Südafrika (South African Museum (2004)) und in Australien (Commonwealth Scientific and Industrial Research Organisation (CSIRO) (1997), Australian Museum (1997), Western Australian Museum (1997), Northern Territory Museum (1997), Queensland Museum (1997), Museum Victoria, Melbourne (1997)).
Sein größtes Interesse gilt der systematischen Morphologie und vergleichenden Anatomie der fossilen und rezenten Knorpelfische. Er hat zahlreiche Publikationen über die Systematik und Morphologie von Haien und Rochen veröffentlicht, darunter die Beschreibung zahlreicher neuer Arten rezenter Zitterrochen und neotropischer Süßwasserstechrochen sowie neuer Gattungen und Arten fossiler Stachelrochen, Zitterrochen und mariner Stechrochen. Als Professor am Fachbereich Zoologie am Institut für Biowissenschaften der Universidade de São Paulo (USP) unterrichtete er Wirbeltierzoologie, vergleichende Anatomie, Ichthyologie und Systematik und leitete ein großes Labor mit Doktoranden, Diplomanden und Studenten, das sich mit verschiedenen Aspekten der Evolution der Knorpelfische befasste. Zu den bekanntesten Studien gehörten taxonomische Überarbeitungen der Süßwasserstechrochen und vieler mariner Gattungen aus dem südwestlichen Atlantik und weltweit sowie Untersuchungen zur vergleichenden Anatomie und Entwicklung von Haien und Rochen. 2016 wirkte er am Werk Rays of the World von Peter R. Last mit.
Zu Carvalhos Forschungsprojekten zählen unter anderen die molekulare Evolution der regulatorischen Regionen der Hox-Gene, die mit der Morphologie der Fischflossen zusammenhängen, mit besonderem Schwerpunkt auf den Knorpelfischen, die vergleichende Analyse der Morphologie des Fressapparats der Stechrochenartigen, die taxonomische Übersicht über die Familie der Schmetterlingsrochen (Gymnuridae), die Anatomie und Evolutionsmuster der Schwanzmuskulatur bei den Requiemhaien (Carcharhinidae), ein morphologischer und taxonomischer Überblick über die Schlafhai-Gattung Centroscymnus, die Taxonomie und Morphologie der Katzenhai-Gattung Scyliorhinus im westlichen Mittelatlantik, die vergleichende Anatomie der Kopulationsorgane der Rochen sowie die taxomische Revision von Arten aus der Familie der Dornhaie (Squalidae) aus dem südlichen Afrika.
2017 endete Carvalhos Professur an der USP aufgrund eines Skandals, der zu seiner Verhaftung und dem anschließenden Gerichtsverfahren wegen Amtsmissbrauchs führte. Ihm wurde vorgeworfen, im Zeitraum zwischen 2012 und 2014 gemeinsam mit drei weiteren Angeklagten, 970.000 Reais an staatlichen Zuschüssen aus dem USP-Postgraduiertenprogramm veruntreut zu haben. Anstelle dieses Geld für den Nutzen seiner Abteilung zu verwenden, soll er es zu seinem eigenen Vorteil zweckentfremdet und versucht haben, dies durch gefälschte Rechnungen zu vertuschen. Im Jahr 2023 wurde er zur Rückzahlung von 651.000 Reais und einer zivilrechtlichen Geldstrafe in Höhe seines Vermögens verurteilt.
Carvalho ist seit 1998 mit Mary Speranza Andriani, einer US-Amerikanerin aus New York City, verheiratet, mit der er zwei Töchter hat.

## Dedikationsnamen
Nach Carvalho ist die Salmlerart Tetragonopterus carvalhoi Melo, Benine, Mariguela & Oliveira, 2011 benannt, von der er das Typusexemplar gesammelt hatte.

## Erstbeschreibungen von Marcelo Rodrigues de Carvalho
- Benthobatis yangi Carvalho, Compagno & Ebert, 2003
- Dasyatis hypostigma Santos & Carvalho, 2004
- Gymnura lessae Yokota & Carvalho, 2017
- Gymnura sereti Yokota & Carvalho, 2017
- Heliotrygon Carvalho & Lovejoy, 2011
- Heliotrygon gomesi Carvalho & Lovejoy, 2011
- Heliotrygon rosai Carvalho & Lovejoy, 2011
- Malacoraja obscura Carvalho, Gomes & Gadig, 2005
- Narcine atzi Carvalho & Randall, 2003
- Narcine baliensis Carvalho & White, 2016
- Narcine insolita Carvalho, Séret & Compagno, 2002
- Narcine leoparda Carvalho, 2001
- Narcine oculifera Carvalho, Compagno & Mee, 2002
- Narcinops lasti (Carvalho & Séret, 2002)
- Narcinops nelsoni (Carvalho, 2008)
- Narcinops ornatus (Carvalho, 2008)
- Paratrygon orinocensis Loboda, Lasso, Rosa & Carvalho, 2021
- Paratrygon parvaspina Loboda, Lasso, Rosa & Carvalho, 2021
- Parmaturus angelae Soares, Carvalho, Schwingel & Gadig, 2019
- Plesiotrygon nana Carvalho & Ragno, 2011
- Potamotrygon adamastor Fontenelle & Carvalho, 2017
- Potamotrygon albimaculata Carvalho, 2016
- Potamotrygon amandae Loboda & Carvalho, 2013
- Potamotrygon amazona Fontenelle & Carvalho, 2017
- Potamotrygon boesemani Rosa, Carvalho & Almeida Wanderley, 2008
- Potamotrygon garmani Fontenelle & Carvalho, 2017
- Potamotrygon jabuti Carvalho, 2016
- Potamotrygon limai Fontenelle, Da Silva & Carvalho, 2014
- Potamotrygon pantanensis Loboda & Carvalho, 2013
- Potamotrygon rex Carvalho, 2016
- Potamotrygon tatianae Silva & Carvalho, 2011
- Potamotrygon tigrina Carvalho, Sabaj Pérez & Lovejoy, 2011
- Potamotrygon wallacei Carvalho, Rosa & Araújo, 2016
- Scyliorhinus cabofriensis Soares, Gomes & Carvalho, 2016
- Squalus albicaudus Viana, Carvalho & Gomes, 2016
- Squalus bahiensis Viana, Carvalho & Gomes, 2016
- Squalus bassi Viana, Carvalho & Ebert, 2017
- Squalus lobularis Viana, Carvalho & Gomes, 2016
- Squalus mahia Viana, Lisher & Carvalho, 2017
- Squalus margaretsmithae Viana, Lisher & Carvalho, 2017
- Squalus quasimodo Viana, Carvalho & Gomes, 2016
- Squalus shiraii Viana & Carvalho, 2020
- Squatina varii Vaz & Carvalho, 2018
- Styracura Carvalho, Loboda & da Silva, 2016
- Styracurinae Carvalho, Loboda & da Silva, 2016
- Tetronarce cowleyi Ebert, Haas & de Carvalho, 2015
- Torpedo adenensis Carvalho, Stehmann & Manilo, 2002